# Setapp
Setapp ist ein abonnementbasierter Dienst für macOS, iOS und Webanwendungen, der 2017 von MacPaw, einem Softwareentwicklungsunternehmen mit Sitz in Kiew, Ukraine, veröffentlicht wurde. Es bietet Zugang zu einer wachsenden Sammlung von Software verschiedener Entwickler für eine feste monatliche Gebühr.
Die App-Kategorien umfassen Produktivität, Webentwicklung, Mac-Wartung, Foto- und Videobearbeitung, Design, Schreiben, Bildung, persönliche Finanzen und andere.[20] Das Setapp-Abonnement umfasst über 240 Anwendungen, darunter CleanMyMac X, Spark, Ulysses und MarsEdit. Setapp führt jährlich eine Umfrage unter Mac-Entwicklern und einen Mac-Apps-Report durch.

## Geschichte
Setapp startete im November 2016 als Beta-Version und wurde im Januar 2017 offiziell veröffentlicht. Im Juni 2017 meldete Setapp 10.000 Abonnenten weltweit, vor allem in den Vereinigten Staaten, aber auch im Vereinigten Königreich, in Deutschland und in Frankreich gibt es ein wachsendes Publikum. Im November desselben Jahres gab es bereits mehr als 200.000 Testnutzer, die den Dienst ausprobierten. Im Jahr 2019 hatte die App 1 Million Nutzer.
Im November 2019 brachte „Setapp for Teams“ auf den Markt, einen Dienst, der für die Nutzung durch Teams und Organisationen angepasst wurde. Im August 2020 führte Setapp eine iOS-Version ein.
Im Juli 2023 führte Setapp einen ChatGPT-Assistenten und andere KI-Tools ein.
Im August 2023 gab Setapp als Reaktion auf die Verordnung zum Digital Markets Act seine Pläne bekannt, einen alternativen App-Store für EU-Nutzer zu starten.

## Geschäftsmodell
Setapp führte ein Abonnementmodell für die Softwarenutzung ein, das an Streaming-Dienste wie Spotify und Netflix erinnert: Anstatt einen Einzelpreis für eine einzelne Anwendung zu zahlen, können die Nutzer für eine einzige monatliche Gebühr alle Anwendungen der Sammlung nutzen.
Die Philosophie hinter der Initiative besteht darin, den Nutzern eine vorausgewählte, sofort einsetzbare Software zur Verfügung zu stellen, die sowohl allgemeine als auch berufsspezifische Aufgaben abdeckt. Die Anwendungen auf Setapp werden automatisch aktualisiert und enthalten keine In-App-Käufe oder Werbung.
Der Hauptteil der von Setapp generierten Einnahmen wird zwischen den App-Entwicklern auf der Grundlage der App-Nutzung aufgeteilt.

## Funktionen
Setapp bietet Funktionen, die den Arbeitsablauf optimieren und die Produktivität steigern. Es enthält eine KI-Suchfunktion, die ein Synonymwörterbuch verwendet und es den Benutzern ermöglicht, relevante Tools für ihre Aufgaben zu finden. Die Funktion ist so konzipiert, dass sie alternative Schreibweisen, benutzerdefinierte Schlüsselwörter und mehrere Sprachen verarbeiten kann und relevante Anleitungen durchsucht. Eine auf maschinellem Lernen basierende Empfehlungsmaschine prüft die App-Nutzung der Nutzer, berücksichtigt die Vorlieben anderer Nutzer und bietet unter Berücksichtigung von Beliebtheit und Relevanz personalisierte Vorschläge. Die Plattform umfasst auch Sammlungen, d. h. vorgefertigte App-Kits zur Bewältigung gängiger Aufgaben.
Der KI-Assistent, der ChatGPT, OpenAI und das von Setapp trainierte Modell nutzt, bietet Nutzern ein separates Fenster, in dem sie App-Suchempfehlungen, Anleitungen und Antworten auf Mac-bezogene Fragen finden.
Die Plattform legt Wert auf Bequemlichkeit und ermöglicht es den Nutzern, Apps mit wenigen Klicks herunterzuladen und zu installieren. Da viele Apps auf Setapp Benutzerkonten erfordern, wickelt die Plattform die Anmeldeprozesse automatisch ab und aktiviert Premiumfunktionen. Auf diese Weise können die Nutzer Zeit sparen und sich auf ihre Kernaufgaben konzentrieren.

## Prozess der Überprüfung
Setapp stellt bei der Auswahl seiner Apps den Nutzen für die Nutzer in den Vordergrund. Es lehnt Apps ab, die kostenpflichtige Komponenten, In-App-Käufe, Werbung, falsche Geräte- oder App-Informationen, verleumderische oder beleidigende Inhalte und pornografisches Material enthalten. Alle Apps, einschließlich Updates, werden auf Qualität, Funktionalität und Datenschutz geprüft. Apps, die das Herunterladen anderer Apps erfordern oder gegen Datenschutzbestimmungen verstoßen, werden ebenfalls abgelehnt.

## Systemanforderungen
- macOS-Version :
  - Big Sur 11.0 und höher
  - Freier Festplattenspeicher: etwa 300 MB für die Setapp-Desktop-Anwendung
  - Internetverbindung
  - Safari 10.12 und höher

- Anforderungen für iOS-Apps :
  - Jede iOS-App in Setapp hat individuelle Anforderungen an eine Mindest-iOS-Version. Es wird empfohlen, das Gerät auf die neueste verfügbare iOS-Version zu aktualisieren.

## Auszeichnungen und Anerkennung
- Finalist bei den 21. jährlichen Interactive Innovation Awards in der Kategorie „New Economy“[35]
- Ausgezeichnet als „Consumer Product of the Year“ von Product Hunt bei den Golden Kitty Awards 2017[36]
- Setapp wurde von Fast Company als eines der Top 10 der innovativsten Unternehmen in Europa im Jahr 2019 genannt[37]
- Ausgezeichnet als „Bestes SaaS-Produkt für Produktivität“ bei den SaaS Awards 2019[38]
- Auszeichnung mit den Cannes Lions in Bronze in der Kategorie Videowerbung für „Snake“, die zusammen mit der Agentur Droga5 im Jahr 2021 erstellt wurde.[39]